# سفارة تشيلي في اليابان
سفارة تشيلي في اليابان هي أرفع تمثيل دبلوماسي لدولة تشيلي لدى اليابان. تقع السفارة في ميناتو وهي تهدف لتعزيز المصالح التشيلية في اليابان.

## وصلات خارجية
- الموقع الرسمي
- قائمة سفارات تشيلي
- قائمة السفارات في اليابان